# Aleksander Karnicki

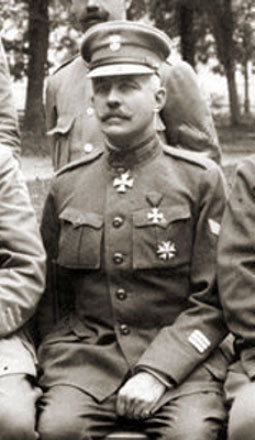
Jako zastępca dowódcy I Korpusu Polskiego, Bobrujsk 1918

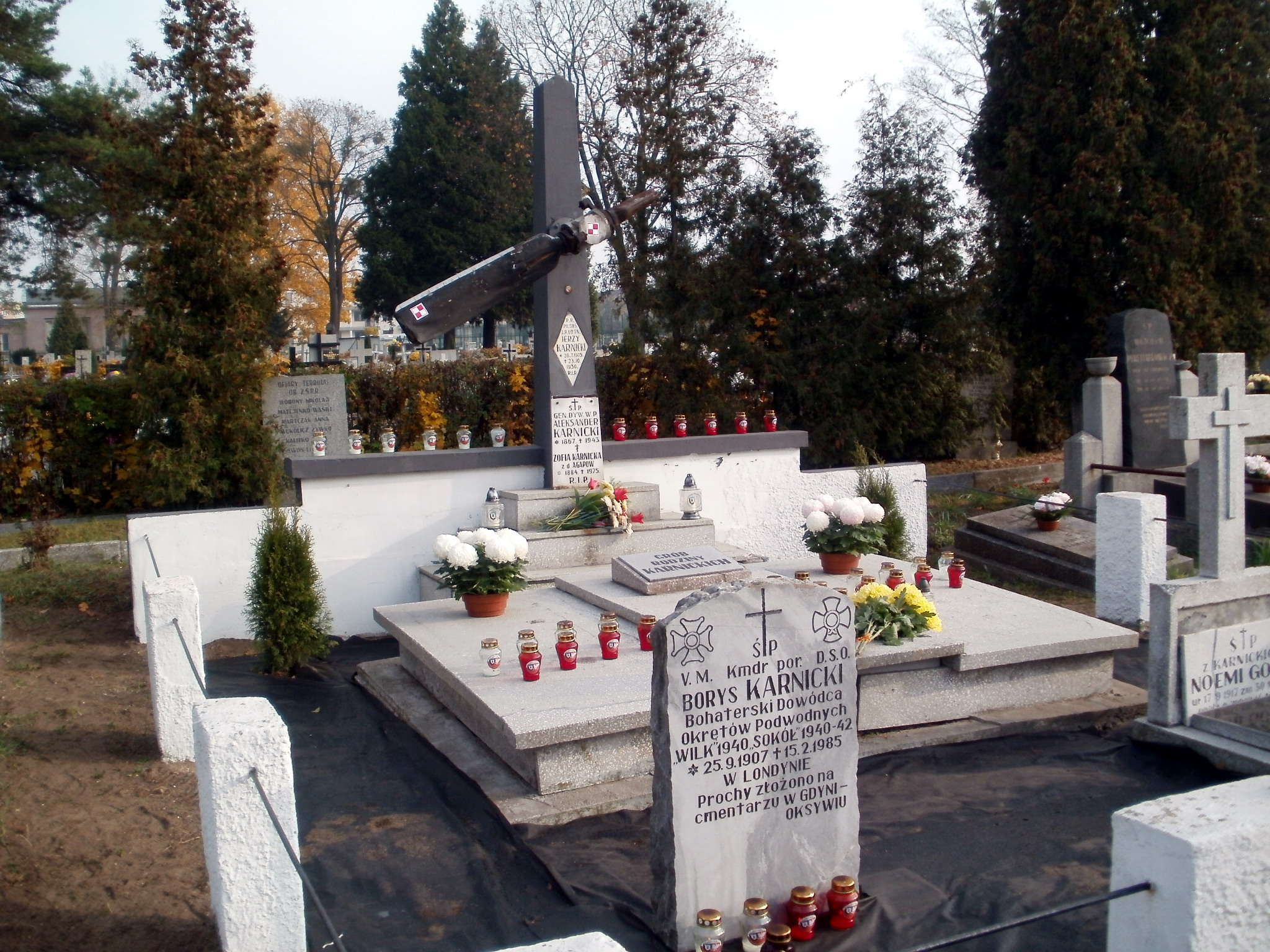
Grób rodziny Karnickich w Bydgoszczy

Aleksander Karnicki (ur. 30 stycznia 1869 w Częstochowie, zm. 12 listopada 1942 w Kutnie) – generał lejtnant Armii Imperium Rosyjskiego, generał dywizji Wojska Polskiego.

## Życiorys
Urodził się 30 stycznia 1869 w Częstochowie , w rodzinie Stanisława i Leontyny.
W 1887, po ukończeniu gimnazjum w Warszawie, wstąpił do armii rosyjskiej. W 1900 ukończył Oficerską Szkołę Kawalerii w Twerze. Uczestniczył w tłumieniu powstania bokserów w Chinach (1900-1901) i w wojnie rosyjsko-japońskiej (1904-1905). Podczas I wojny światowej był dowódcą 2. Zaamurskiego Pułku Konnego, następnie brygady i dywizji jazdy na froncie niemieckim. 26 marca 1916 awansował na generała majora ze starszeństwem z 28 kwietnia 1915. Od 10 lutego do 12 czerwca 1918 był zastępcą dowódcy I Korpusu Polskiego w Rosji gen. Józefa Dowbor-Muśnickiego.
27 stycznia 1919 przyjęty został do Wojska Polskiego, „z zatwierdzeniem posiadanego stopnia generała porucznika, jako warunkowego, do czasu ułożenia przez komisję weryfikacyjną ogólnej listy starszeństwa oficerów WP i mianowany inspektorem kawalerii Wojska Polskiego”. Potem na froncie bolszewickim był dowódcą Frontu Wołyńskiego (marzec – czerwiec 1919). W okresie lipiec 1919 – kwiecień 1920 był szefem Misji Wojskowej przy kwaterze dowódcy Białych Sił Zbrojnych Południa Rosji gen. Antona Denikina w Taganrogu, z zadaniem nawiązania współpracy i uzgodnienia działań przeciw bolszewikom. Misja zakończyła się fiaskiem, ponieważ przywódcy Rosji nie zamierzali tolerować wolnej Polski. W kwietniu 1920 powrócił do kraju, a w maju objął dowództwo Dywizji Jazdy na Ukrainie.
1 maja 1920 zatwierdzony został w stopniu generała podporucznika z dniem 1 kwietnia tego roku w grupie oficerów byłych Korpusów Wschodnich i byłej armii rosyjskiej. 4 czerwca 1920 minister spraw wojskowych, gen. por. Józef Leśniewski zezwolił mu „korzystać tytularnie ze stopnia generała porucznika”.
W lipcu i sierpniu 1920 dowodził VIII Brygady Jazdy i Grupą Jazdy przy 5 Armii. Odznaczył się w bojach z 1 Armią Konną Budionnego. Na skutek intryg gen. Eugeniusza de Henning-Michaelisa, od kwietnia 1921 w stanie spoczynku. 26 października 1923 Prezydent RP Stanisław Wojciechowski zatwierdził go w stopniu rzeczywistego generała dywizji. Na emeryturze osiadł w Bydgoszczy przy ulicy Cieszkowskiego 11 (od czerwca 1921).
Po kampanii wrześniowej i rozpoczęciu okupacji niemieckiej jesienią 1939 został wysiedlony przez Niemców do Kutna. Zmarł tam po ciężkiej chorobie. W 1964 prochy przewieziono do Bydgoszczy, gdzie spoczęły na cmentarzu przy ul. Kcyńskiej .
Starszy syn generała – podporucznik pilot-obserwator Jerzy Karnicki z 1 Pułku Lotniczego zginął 23 października 1930 w katastrofie lotniczej na warszawskiej Woli, kiedy to pilotowany przez niego samolot Breguet XIX spadł na halę fabryki „Parowóz”. Drugi syn – komandor porucznik Borys Karnicki w czasie II wojny światowej był między innymi dowódcą okrętu podwodnego ORP „Sokół”.

## Ordery i Odznaczenia
W czasie służby w armii rosyjskiej otrzymał:
- Order Wojenny św. Jerzego III klasy (15 czerwca 1917),
- Order Wojenny św. Jerzego IV klasy (30 grudnia 1915),
- Order św. Włodzimierza III klasy (1913),
- Order Podwójnego Smoka III klasy 2. stopnia (1913),
- Order Wschodzącego Słońca III klasy (1912),
- Order św. Anny IV klasy (1905),
- Order św. Anny II klasy z Mieczami (1904),
- Order Korony III klasy z Mieczami (1903),
- Order św. Stanisława II klasy z Mieczami (1902),
- Order św. Włodzimierza IV klasy z Mieczami i Kokardą (1901),
- Order św. Anny III klasy z Mieczami i Kokardą (1901),
- Order św. Stanisława III klasy z Mieczami i Kokardą (1901)[13].

Był przedstawiony do odznaczenia Orderem Virtuti Militari. Figuruje w kartotece odznaczonych Krzyżem Walecznych. W 1925 otrzymał „prawo na przyjęcie i noszenie" Medalu Zwycięstwa („Médaille Interalliée”). 23 maja 1935 Komitet Krzyża i Medalu Niepodległości odrzucił wniosek o nadanie mu tego odznaczenia „z powodu braku pracy niepodległościowej”.